# Topaza
Genre
Topaza est un genre d'oiseaux-mouches (la famille des Trochilidés) de la sous-famille des Trochilinae.

## Liste des espèces
D'après la classification de référence (version 2.5, 2010) du Congrès ornithologique international, ce genre est constitué des espèces suivantes (par ordre phylogénique) :
- Topaza pella – Colibri topaze
- Topaza pyra – Colibri flamboyant